# Heinrich Frey
Pour les articles homonymes, voir Frey.
Heinrich Frey est un entomologiste suisse d’origine allemande, né le 15 juin 1822 à Francfort-sur-le-Main et mort le 17 janvier 1890 à Zurich.

## Biographie
Frey fait ses études au gymnasium de Francfort jusqu’à l’âge de seize ans. Il rencontre alors le sénateur Carl Heinrich Georg von Heyden (1793-1866) qui l’initie à l’entomologie. Il entre à l’université de Francfort-sur-le-Main puis voyage à Bonn, Berlin et Göttingen.
Lorsqu’il retourne à Francfort en 1839, von Heyden lui fait découvrir un article de Philipp Christoph Zeller (1808-1883), Attempt at a Classification of the Tineinae, qui venait de paraître dans la revue Isis de Lorenz Oken (1779-1851). Avant cette publication, la classification de ce groupe de papillons était pour le moins confuse et Frey est impressionné par l’organisation réalisée par Zeller.
Frey retourne à Göttingen en 1847 où il est privatdozent, puis professeur extraordinaire. En 1849, il reçoit et accepte une offre de l’université de Zurich. En 1851, Frey devient professeur ordinaire de la faculté de médecine puis, presque immédiatement, professeur à l’école polytechnique confédérale. Il est aussi le directeur de l’institut de microscopie anatomique et, de 1854 à 1856, recteur des hautes études. Frey passe le reste de sa vie en Suisse. Parmi ses publications, il faut citer Der Lepidopteren der Schweiz (W. Engelmann, 1880) et, avec Henry Tibbats Stainton (1822-1892) et John William Douglas (1814-1905), The Natural History of the Tineina (treize volumes, 2000 pages, 1855).